# Teresa Manganiello
Teresa Manganiello (Montefusco, 1º gennaio 1849 – Montefusco, 4 novembre 1876) è stata una religiosa italiana, fondatrice della Congregazione delle Suore Francescane Immacolatine.

## Vita
Crebbe in una famiglia di contadini e non ebbe modo di frequentare la scuola elementare e quindi era analfabeta. I suoi genitori erano persone molto religiose e istruirono Teresa nella fede cristiana.

### L'Analfabeta Sapiente
Quando raggiunse l'età di ventidue anni, nel 1871, volle entrare nel Terz'Ordine francescano, che era stato appena istituito a Montefusco dal sacerdote cappuccino Lodovico Acernese. Divenne così la prima "terziaria" del suo paese. Cominciò a seguire con passione il Movimento francescano in Irpinia e nel Sannio, fornendo un consistente aiuto nell'opera di evangelizzazione. Per questo motivo fu chiamata l'Analfabeta Sapiente di Montefusco: il suo scopo era l'aiuto ai poveri, agli orfani e a tutti coloro che si trovavano nella malattia e nel dolore.

### Teresa ricevuta da Pio IX
Nel 1873 Teresa Manganiello fu ricevuta in "udienza privata" dal papa Pio IX che contribuì, con la sua speciale benedizione, a sostenere il progetto della Terziaria per fondare una nuova congregazione. Ma Teresa non poté realizzare questo progetto perché, tre anni dopo l'udienza papale, morì.

## La Congregazione
Nel 1881, cinque anni dopo la sua morte, padre Acernese fondò la Congregazione delle Suore Francescane Immacolatine a Pietradefusi, in provincia di Avellino, per rendere realtà il proposito di Teresa, ed essa fu considerata "Madre spirituale" e "Pietra Angolare" della nuova istituzione.

## Beatificazione
La causa per la beatificazione, iniziata nel 1976 e terminata nel 1991 nell'Arcidiocesi di Benevento, ottenne nel 1992 la validità giuridica da parte della Congregazione per le Cause dei Santi. A questa Congregazione fu consegnata, nel 1999, la "Positio super virtutibus", che fu approvata dai Consultori Storici il 14 marzo 2000. Il 22 maggio 2010 Teresa Manganiello è stata proclamata Beata nella città di Benevento.
Per la beatificazione la Chiesa ha riconosciuto come miracolosa, e da attribuire all'intercessione della Venerabile Serva di Dio Teresa Manganiello, la guarigione di Ermanno D'Alfonso, postino di 55 anni che, mentre si trovava al lavoro a Roma, la mattina del 13 ottobre 2001 fu colpito da arresto cardiocircolatorio protratto. Rimasto privo di conoscenza, polso e respirazione, gli fu diagnosticato in ospedale un "notevole danno neurologico", seguito da prognosi infausta sia "quoad vitam" sia "quoad valetudinem". Il 15 novembre 2001 fu dimesso invece in "normali condizioni psicofisiche". I periti che hanno esaminato successivamente il caso hanno giudicato all'unanimità la guarigione, "molto rapida, completa e duratura", "scientificamente inspiegabile alla luce delle attuali conoscenze mediche, soprattutto per l'assenza di reliquati neurologici a seguito del prolungato arresto cardiaco e respiratorio".

## Fonti
Le notizie su Teresa Manganiello sono ricavate da un sussidio stampato in proprio dalle le Suore Francescane Immacolatine di Pietradefusi (Av) e
da Nostra Signora dei gelsi. La vocazione di Teresa Manganiello, di Giuseppina Luongo, Edizioni Il Chiostro, Benevento, 2002.

## Nella cultura di massa
Nel 2012 viene realizzato il film: Teresa Manganiello - Sui passi dell'amore, con la regia di Pino Tordiglione, dedicato alla vita della beata.